# 卡普湖
53°22′05″N 12°47′38″E / 53.36803°N 12.79386°E
卡普湖（德語：Caarpsee），是德國的湖泊，位於該國東北部，由梅克倫堡-前波美拉尼亞州負責管轄，處於梅克倫堡湖區縣，長1.1公里、寬0.3公里，面積0.4平方公里，海拔高度59米。